# 27258 Chelseavoss
27258 Chelseavoss este un asteroid din centura principală de asteroizi.

## Descriere
27258 Chelseavoss este un asteroid din centura principală de asteroizi. A fost descoperit pe 7 decembrie 1999 la Socorro, New Mexico, în cadrul proiectului LINEAR. Asteroidul prezintă o orbită caracterizată de o semiaxă mare de 2,42 ua, o excentricitate de 0,12 și o înclinație de 1,5° în raport cu ecliptica.